# Pont d'Albesa
El Pont d'Albesa és un pont del municipi d'Albesa (Noguera) inclòs en l'Inventari del Patrimoni Arquitectònic de Catalunya

## Descripció
Pont reconstruït el segle xx que substitueix un antic pont medieval. Passa per sobre de la Noguera Ribagorçana. Pont format per 7 arcs rebaixats de pedra picada.

## Notícies històriques
| « | Se comunica per camins carreters ab los demés pobles vehins, ab un bonich pont de pedra picada construït el 1331 sobre el Noguera per a dirigir-se a Portella y Alguayre,havent-se reconstruit enguany lo terraplè que va ser destroçat per les avingudes de 1907.Pujant a Lleyda passa un camí vehinal, construïts 6 kilòmetres per Terresserona,Benavent,Vilanova de Segrià,Portella y Albesa d'ahont n'arrenca un altre que passant per Algerri va a trobar lo Ballaguer a Castellò de Farfanya, Alfarràs y Tamarit.Existeix camí directe a Balaguer a Menàrguens y a Torrelamèo. (Districte electoral de Balaguer). | » |